# Distrito de Udham Singh Nagar
Udham Singh Nagar (en hindi: ऊधम सिंह नगर ज़िला) es un distrito de la India en el estado de Uttarakhand. Código ISO: IN.UL.US.
Comprende una superficie de 2912 km².
El centro administrativo es la ciudad de Rudrapur.

## Demografía
Según censo 2011 contaba con una población total de 1648367 habitantes, de los cuales 789 461 eran mujeres y 858 906 varones.